# 朱洗

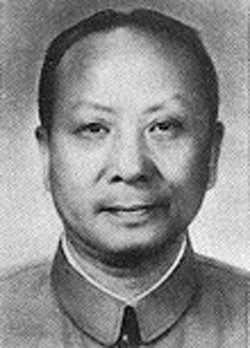
朱洗

朱洗（1900年9月13日—1962年7月24日），原名朱永昌，字玉文，男，浙江临海人。中国细胞学家，中国细胞学和实验胚胎学的开拓者之一。

## 生平
清朝光绪二十六年八月二十日（1900年9月13日），朱洗出生于浙江临海店前村的一户农家。8岁入私塾学习。1915年考入回浦高等小学，在校期间当选校学生自治会主席兼公益部部长。1918年6月，回浦高小第四届毕业，名列第二。1918年秋，升入浙江省立第六中学（今台州中学的前身）。1919年初夏，五四运动爆发，19岁的朱洗响应五四运动，鼓动学潮，主张罢课，随即被校方开除。
得知蔡元培、李石曾等人在上海招收青年赴欧洲学习，朱洗乃从临海来到上海，先在上海商务印书馆当排字工人1年，后于1920年夏赴法国勤工俭学。在法国，他先在几家工厂当学徒、工人，白天工作，晚上补习法文及其他学科。1925年冬，考入巴黎蒙彼利埃大学生物系，师从法国胚胎学家巴德荣（Batarllon）教授，师徒二人一起从事青蛙单性生殖研究。1931年，朱洗通过了法国国家科学院考试，以学术论文《无尾类杂交的细胞研究》获得法国国家博士学位。
1932年冬，朱洗归国，随后来到广州，1933年至1935年初，任广州中山大学生物系教授。1933年春，朱洗在店前祠堂独资创办了店前小学，自任校长，并带头教课，回广州中山大学任教时．该校便交给其三弟管理。1935年初，朱洗应聘为北平研究院动物研究所研究员而离开中山大学。在中山大学期间，他坚持科学精神，与中山大学生物系董爽秋（系主任）、张作人、费鸿年，地质系主任张席提，中山大学医学院林椿年等教授共同揭穿了光华医学院教授罗广庭博士的所谓“生物自然发生之发明”的骗局。1935年至1937年，任北平研究院动物研究所研究员，兼中法大学教授。1937年，他接受北平研究院院长李石曾的建议，到上海创建了上海生物研究所，任研究员兼主任。1937年八一三事变爆发后，在上海的朱洗陷入困境，实验室工作被迫停止，生活来源几乎断绝，朱洗乃寄居朋友家坚持写作。1942年太平洋战争爆发，朱洗被迫回到家乡临海，建立琳山农校，于1942年至1945年任该校教员兼校长。
1945年抗日战争胜利，朱洗回到上海，任上海生物研究所研究员、主任，北平研究院生理研究所研究员、所长。不久，应国立台湾大学校长罗宗洛的邀请，又兼任国立台湾大学动物系教授、系主任。
1949年春，朱洗从台北返回上海。中华人民共和国成立后，1950年至1952年，任中国科学院实验生物研究所研究员兼发生生理室主任。1953年至1957年，任中国科学院实验生物研究所研究员兼副所长。其间，1955年，朱洗被选聘为中国科学院学部委员。1958年至1962年，任中国科学院实验生物研究所研究员兼所长。1956年被国务院授予全国先进生产者称号。1958年当选第二届全国人民代表大会代表。1954年至1962年，他是历届上海市人民代表大会代表、上海市人民委员会委员。
1962年7月24日，朱洗因支气管癌在上海逝世。

## 身后

### 文革暴尸
1955年冬，毛泽东组织起草农业发展纲要草案时，听到农民反映麻雀祸害庄稼。毛泽东决定把麻雀同老鼠、苍蝇、蚊子放在一起，作为必须消灭的“四害”写入纲要。1956年1月25日，经最高国务会议讨论通过的《纲要草案》，第27条规定：“从1956年开始，分别在五年、七年或者十二年内，在一切可能的地方，基本上消灭老鼠、麻雀、苍蝇、蚊子。”1956年秋，在青岛举办的中国动物学会第二届全国会员代表大会，召开了一次麻雀问题讨论会。中国科学院实验生物研究所研究员兼副所长朱洗、学者郑作新、华东师范大学教授薛德焴、复旦大学教授张孟闻、西北农学院教授兼院长辛树帜、福建师范学院教授丁汉波在此次讨论会上表示，麻雀不是害鸟，反对消灭麻雀。
此后，1957年1月18日的《北京日报》刊登了生物学家周建人的文章《麻雀显然是害鸟》，坚决支持消灭麻雀。1957年5月7日，来华访问的苏联科学院自然保护委员会委员、生物学家米赫罗夫在答《文汇报》记者问时说：“麻雀对人有害呢，还是有益呢？这不能一概而论，要看麻雀在什么地区而定。”当时在长春的东北师范大学讲学的莫斯科大学教授、生态学家库加金，与米赫罗夫的看法相同。1957年10月26日，《人民日报》公布了修改后的《1956年到1967年全国农业发展纲要（修正草案）》，其中“除四害”的条文改为：“从1956年起，在十二年内，在一切可能的地方，基本上消灭老鼠、麻雀、苍蝇、蚊子。打麻雀是为了保护庄稼，在城市和林区的麻雀，可以不要消灭。”
1958年大跃进兴起后，从1958年3月起，打麻雀运动在整個中國大陸和海南島轰轰烈烈地开展起来，一时间，城乡麻雀几乎被灭绝，造成了严重的生态问题。1959年春夏，上海、扬州等城市树木虫害大面积爆发。但毛泽东坚持已见，1959年7月10日下午，他在庐山会议上提到《农业四十条》（即《纲要修正草案》）时说：“有人提除四害不行，放松了。麻雀现在成了大问题，还是要除。”尽管中共八届八中全会发布《中共中央关于反对右倾思想的指示》，全会还通过了《为保卫党的总路线反对右倾机会主义而斗争的决议》，政治气氛十分紧张，但一些生物学家仍不顾个人安危，继续为麻雀翻案。比如上海的朱洗、冯德培（中国科学院生理研究所研究员兼所长）、张香桐（中国科学院生理研究所研究员）便对上海市不执行《纲要修正草案》中城市不要消灭麻雀的规定提出了尖锐批评。徐京华（中国科学院生物化学研究所研究员）也坚决反对消灭麻雀。最终，1960年3月18日，毛泽东在起草的《中共中央关于卫生工作的指示》中提出：“再有一事，麻雀不要打了，代之以臭虫，口号是‘除掉老鼠、臭虫、苍蝇、蚊子’。”
文化大革命中，因朱洗当年首先提出以史为鉴，吸取外国灭麻雀的教训，被认为是将伟大领袖毛泽东号召消灭麻雀同封建帝王普鲁士腓特烈大帝下令扑灭麻雀相类比，是公开反对毛泽东，其墓被毁灭，墓碑被砸毁，曝尸惩罚。直到1978年11月26日，朱洗才获重新安葬，并按照原墓志勒碑。其他几位反对毛泽东消灭麻雀主张的科学家，也都在文化大革命中遭到残酷迫害。

## 研究成果
朱洗长期从事两栖类、鱼类、家蚕等动物的卵子成熟、受精等方面研究，发现了卵子成熟程度同胚胎的正常发育关系密切；输卵管产生的胶膜对受精起重要作用；创造了蟾蜍卵巢离体排卵的方法。
1959年与实验生物研究所副研究员王幽兰合作，培养出世界上第一只“无父”母蟾蜍。1961年，朱洗使人工雌性发育的雌蟾蜍与雄蟾蜍交配繁殖出后代，证明单性生殖的高等动物仍保留有传代能力。朱洗对家蚕的混精杂交研究发现不同品种的逾数精子可影响子代的遗传性状。
在应用方面，朱洗同合作者解决了蓖麻蚕的引种、驯化、越冬、品种培育等问题。应用绒毛膜促性腺激素解决了鲢、鳙等池养家鱼的人工催产、鱼卵孵化、鱼苗培育等问题。

## 著作
朱洗的论文被编为《朱洗论文集》上、下两册出版。其著作及译作20多种，其中包括专著《生物的进化》、译著《动物学》（与张作人合作）及《脊椎动物发生学》。此外，还有科普著作《生物学丛书》8册。